# Boydell & Brewer
Boydell & Brewer es una editorial británica especializada en literatura medieval. Fundada en 1987 por el catedrático Derek Brewer, rector de Emmanuel College, Cambridge y el historiador Richard Barber, también publica trabajos especializados en otros campos incluyendo, a través de Támesis, la cultura del mundo hispano.
En 1989 acordó, con la University of Rochester, fundar University of Rochester Press (URP) especializada en estudios africanos, filosofía y en historia social y en medicina. En 1998 adquirió la editorial estadounidense Camden House, especializada en literatura y cultura alemana y estadounidense. En 2008, adquirió James Currey Ltd, también especializada en estudios africanos.